# Biratnagar
Biratnagar er en by i det sydøstlige Nepal, er med et indbyggertal (pr. 2001) på cirka 166.000 er landets næststørste by. Byen er hovedstad i Morang-distriktet. Den er kendt som det industrielle centrum i Nepal.
26°28′N 87°16′Ø / 26.467°N 87.267°Ø